# VakıfBank Spor Kulübü 2015-2016
Questa voce raccoglie le informazioni riguardanti il VakıfBank Spor Kulübü nelle competizioni ufficiali della stagione 2015-2016.

## Organigramma societario
Area direttiva
- Presidente: Osman Demren

Area tecnica
- Allenatore: Giovanni Guidetti
- Allenatore in seconda: Jamie Morrison
- Assistente allenatore: Dehri Dehrioglu
- Scoutman: Fatih Yağcı

## Rosa
| N° | Nome              | Ruolo | Data di nascita  | Nazionalità sportiva |
| -- | ----------------- | ----- | ---------------- | -------------------- |
| 1  | Gizem Örge        | L     | 26 aprile 1993   | Turchia              |
| 2  | Gözde Kırdar      | S     | 26 giugno 1985   | Turchia              |
| 5  | Robin de Kruijf   | C     | 5 maggio 1991    | Paesi Bassi          |
| 6  | Kübra Akman       | C     | 13 ottobre 1994  | Turchia              |
| 7  | Çağla Akın        | P     | 19 gennaio 1995  | Turchia              |
| 8  | Melis Gürkaynak   | C     | 20 aprile 1990   | Turchia              |
| 9  | Seda Tokatlıoğlu  | S     | 25 giugno 1986   | Turchia              |
| 10 | Lonneke Slöetjes  | O     | 15 novembre 1990 | Paesi Bassi          |
| 11 | Naz Aydemir       | P     | 14 agosto 1990   | Turchia              |
| 12 | Anne Buijs        | S     | 2 dicembre 1991  | Paesi Bassi          |
| 13 | Sheilla de Castro | O     | 1º luglio 1983   | Brasile              |
| 15 | Kimberly Hill     | S     | 30 novembre 1989 | Stati Uniti          |
| 16 | Milena Rašić      | C     | 25 ottobre 1990  | Serbia               |
| 17 | Cansu Çetin       | S     | 23 maggio 1993   | Turchia              |
| 18 | Ayça Aykaç        | L     | 27 febbraio 1996 | Turchia              |

## Statistiche

### Statistiche di squadra
| Competizione     | Punti | In casa | In casa | In casa | In trasferta | In trasferta | In trasferta | Totale | Totale | Totale |
| Competizione     | Punti | G       | V       | P       | G            | V            | P            | G      | V      | P      |
| ---------------- | ----- | ------- | ------- | ------- | ------------ | ------------ | ------------ | ------ | ------ | ------ |
| Voleybol 1. Ligi | 59    | 11      | 11      | 0       | 11           | 9            | 2            | 28     | 26     | 2      |
| Supercoppa turca | -     | -       | -       | -       | -            | -            | -            | 1      | 0      | 1      |
| Champions League | 17    | 5       | 5       | 0       | 5            | 5            | 0            | 12     | 11     | 1      |
| Totale           | -     | 16      | 16      | 0       | 16           | 14           | 2            | 41     | 37     | 4      |

G = partite giocate; V = partite vinte; P = partite perse

### Statistiche dei giocatori
| Giocatore      | Voleybol 1. Ligi | Voleybol 1. Ligi | Voleybol 1. Ligi | Voleybol 1. Ligi | Voleybol 1. Ligi | Supercoppa turca | Supercoppa turca | Supercoppa turca | Supercoppa turca | Supercoppa turca | Champions League | Champions League | Champions League | Champions League | Champions League | Totale | Totale | Totale | Totale | Totale |
| Giocatore      | P                | PT               | AV               | MV               | BV               | P                | PT               | AV               | MV               | BV               | P                | PT               | AV               | MV               | BV               | P      | PT     | AV     | MV     | BV     |
| -------------- | ---------------- | ---------------- | ---------------- | ---------------- | ---------------- | ---------------- | ---------------- | ---------------- | ---------------- | ---------------- | ---------------- | ---------------- | ---------------- | ---------------- | ---------------- | ------ | ------ | ------ | ------ | ------ |
| Ç. Akın        | 26               | 16               | 1                | 8                | 7                | 1                | 0                | 0                | 0                | 0                | 9                | 8                | 1                | 3                | 4                | 36     | 24     | 2      | 11     | 11     |
| K. Akman       | 24               | 212              | 124              | 75               | 13               | 1                | 10               | 6                | 4                | 0                | 2                | 13               | 5                | 7                | 1                | 27     | 235    | 135    | 86     | 14     |
| N. Aydemir     | 26               | 54               | 15               | 25               | 14               | 1                | 3                | 1                | 1                | 1                | 11               | 37               | 7                | 21               | 9                | 38     | 94     | 23     | 47     | 24     |
| A. Aykaç       | 6                | 0                | 0                | 0                | 0                | 0                | 0                | 0                | 0                | 0                | 2                | 0                | 0                | 0                | 0                | 8      | 0      | 0      | 0      | 0      |
| A. Buijs       | 10               | 143              | 118              | 15               | 10               | 1                | 15               | 12               | 3                | 0                | 12               | 91               | 76               | 7                | 8                | 23     | 249    | 206    | 25     | 18     |
| C. Çetin       | 23               | 28               | 18               | 3                | 7                | 1                | 2                | 2                | 0                | 0                | 6                | 2                | 1                | 0                | 1                | 30     | 32     | 21     | 3      | 8      |
| S. de Castro   | 10               | 96               | 76               | 10               | 10               | 1                | 1                | 1                | 0                | 0                | 6                | 21               | 14               | 5                | 2                | 17     | 118    | 91     | 15     | 12     |
| R. de Kruijf   | 5                | 62               | 50               | 11               | 1                | -                | -                | -                | -                | -                | 12               | 113              | 83               | 26               | 4                | 17     | 175    | 133    | 37     | 5      |
| M. Gürkaynak   | 19               | 64               | 30               | 25               | 9                | 0                | 0                | 0                | 0                | 0                | 9                | 6                | 1                | 1                | 4                | 28     | 70     | 31     | 26     | 13     |
| K. Hill        | 22               | 219              | 171              | 18               | 30               | 0                | 0                | 0                | 0                | 0                | 9                | 69               | 51               | 4                | 14               | 31     | 288    | 222    | 22     | 44     |
| G. Kırdar      | 22               | 219              | 167              | 39               | 13               | 1                | 13               | 9                | 4                | 0                | 12               | 111              | 93               | 10               | 8                | 35     | 343    | 269    | 53     | 21     |
| G. Örge        | 28               | 0                | 0                | 0                | 0                | 1                | 0                | 0                | 0                | 0                | 10               | 0                | 0                | 0                | 0                | 39     | 0      | 0      | 0      | 0      |
| M. Rašić       | 21               | 262              | 158              | 78               | 26               | 1                | 14               | 11               | 2                | 1                | 11               | 136              | 84               | 35               | 17               | 33     | 412    | 253    | 115    | 44     |
| L. Slöetjes    | 25               | 349              | 299              | 24               | 26               | 1                | 9                | 9                | 0                | 0                | 11               | 189              | 162              | 16               | 11               | 37     | 547    | 470    | 40     | 37     |
| S. Tokatlıoğlu | 21               | 120              | 82               | 26               | 12               | 1                | 0                | 0                | 0                | 0                | 2                | 2                | 1                | 1                | 0                | 24     | 122    | 83     | 27     | 12     |

P = presenze; PT = punti totali; AV = attacchi vincenti; MV = muri vincenti; BV = battute vincenti